# Toledói Eleonóra firenzei hercegné
Doña Leonor Álvarez de Toledo y Osorio (magyarosan: Toledói Eleonóra, olaszul: Eleonora di Toledo; Salamanca, Spanyol Királyság, 1519. január 11. – Pisa, Firenzei Hercegség, 1562. december 17.), az Alba de Tormes családból való spanyol nemesasszony, Pedro Álvarez de Toledo nápolyi alkirály és María Osorio márkinő legidősebb leánya, aki I. Cosimo de’ Medici első hitveseként firenzei hercegné 1539-től  1562-ben bekövetkezett haláláig. Gyermekei között két későbbi toscanai uralkodó, Francesco de’ Medici és I. Ferdinando de’ Medici nagyhercegek is megtalálhatóak.
A házasság igen kívánatos volt a Mediciek részéről, mivel Eleonóra királyi ősei nagyban hozzásegítették a családot, hogy a Mediciekre is valódi uralkodóként tekintsenek. Kezdetben népszerűtlen volt a városban, majd egyre nagyobb befolyásra tett szert, támogatva a művészetet és az alkotókat, továbbá a jezsuita rend letelepedését. Ezenkívül elősegítette a város gazdasági fejlődését is. Férje politikáját mindenben támogatta, ezért az ő távollétében régensként kormányzott.

## Gyerekei
Eleonóra és Cosimo házasságából 11 gyerek született.
- Medici Mária (1540-1557)
- Francesco de’ Medici (1541-1587) Toszkána nagyhercege
- Isabella de’ Medici (1542-1576)
- Giovanni de’ Medici (1543-1562) bíboros
- Lucrezia de’ Medici (1545-1561) Ferrara hercegnéje
- Pietro (1546-47)
- Garzia de’ Medici (1547-1562)
- Antonio (1548
- I. Ferdinánd toszkánai nagyherceg (1549-1609)
- Anna (1553)
- Pietro de’ Medici (1554-1604)

## Fordítás
- Ez a szócikk részben vagy egészben  az   Eleanor of Toledo című angol Wikipédia-szócikk ezen változatának fordításán alapul.  Az eredeti cikk szerkesztőit annak laptörténete sorolja fel. Ez a jelzés csupán a megfogalmazás eredetét és a szerzői jogokat jelzi, nem szolgál a cikkben szereplő információk forrásmegjelöléseként.

## Külső hivatkozások
- Toledói Eleonóra temetési ruhája[halott link]